# Річард Катон
Річард Катон (1842—1926) — англійський лікар і дослідник у галузі електрофізіології та кардіології. Один із перших вчених, хто звернув увагу на появу спонтанних електричних потенціалів в корі головного мозку хребетних тварин.

## Біографія
Випускник Единбурзького університету 1867 року. 1870 року захистив дисертацію доктора медицини на тему «Міграція лейкоцитів». 1871 року переїхав до Ліверпуля, де працював лікарем та викладав фізіологію у Королівському шпиталі Ліверпуля. У 1881 році став одним з засновників медичної школи Університетського коледжу Ліверпуля, що згодом був перетворений на Ліверпульський університет. Був першим завідувачем кафедри фізіології у 1882—1891 роках, причому за сумісництвом. Певний час працював у Падуанському університеті.
Надалі Катон вмовив судновласника Джорджа Голта проспонсорувати повну посаду професора кафедри фізіології. Цю посаду з 1891 до 1895 року займав Френсіс Готч, а наступним — Чарлз Скотт Шеррінгтон. Сам Катон працював у адміністрації університету, зокрема на посаді проканцлера.
У 1904 році Катон прочитав Гарвеївську лекцію на тему «Імхотеп і давньоєгипетська медицина: запобігання набутим вадам серця» (англ. I-Em-Hotep and Ancient Egyptian Medicine: Prevention of Valvular Disease) в Королівському коледжі лікарів.
Катон був обраний до міської ради Ліверпуля. У 1907 році був обраний лордом-мером Ліверпуля.
Під час Першої світової війни опікувався пораненими Західної Ланкаширської дивізії, яка присвоїла йому звання почесного полковника.

## Науковий внесок
Досліджував потенціали головного мозку, міграцію лейкоцитів, захворювання міокарду, історію медицини. Вперше здійснив операцію при акромегалії.
Один з засновників Британського фізіологічного товариства, журналу «The Journal of Physiology».

### Спонтанні потенціали кори головного мозку
Катон зацікавився проблемами електричної активності кори головного мозку, прочитавши повідомлення Девіда Феррієра щодо відповіді кори на електричну стимуляцію. Катон подався на грант Британської медичної асоціації (БМА) та закупив завдяки йому гальванометр та інші прилади. До весни 1875 року він провів низку вимірювань електричної активності мозку, а в липні 1875 року зробив коротку доповідь на щорічному засіданні БМА в Едінбурзі про дослідження мозку кролика та мавпи. Друга праця Катона, присвячена дослідженням потенціалів мозку, вийшла 1887 року. Невідома точність вимірів Катона, оскільки його записи та прилади були знищені після його смерті. Він використовував дзеркальний гальванометр конструкції Вільяма Томсона.

## Наукові праці
- Caton R. (1904). The Harveian Oration on I. -I-EM-HOTEP, the Egyptian God of Medicine; Egyptian Views as to the Circulation. II.-Rest in Incipient Valvular Disease: Delivered at the Royal College of Physicians of London on Tuesday, June 21st. British medical journal, 1(2269), 1473–1477. https://doi.org/10.1136/bmj.1.2269.1473